# Ralf Rangnick
Ralf Rangnick (Backnang, 29 juni 1958) is een Duits voetbaltrainer, voetbalbestuurder en voormalig voetballer. Hij is momenteel bondscoach van het Oostenrijks voetbalelftal. Omdat Rangnick een gediplomeerd leerkracht is en hij ooit tijdens een televisieprogramma op een schoolbord de tactische aanpak van een team uitlegde, kreeg hij de bijnaam 'voetbalprofessor'.

## Loopbaan als speler
In 1977 begon Rangnick aan de Universiteit van Stuttgart aan een opleiding in sport en Engels. Hij speelde toen al een jaar als middenvelder voor de amateurafdeling van VfB Stuttgart. In het kader van een onderzoek belandde Rangnick in Brighton, waar hij zich aansloot bij het bescheiden Southwick. Nadien keerde hij terug naar Duitsland en belandde hij in de hoogste amateurdivisie bij Heilbronn. Vervolgens voetbalde hij een jaar bij Ulm 1846.
In 1983 ging Rangnick bij Victoria Backnang aan de slag als speler-trainer. Hij studeerde inmiddels ook aan de sportuniversiteit van Keulen. Hij behaalde er zijn trainersdiploma. In het seizoen 1987/88 was hij nog even actief bij TAD Lippoldsweiler.

## Loopbaan als trainer

### Beginjaren
In 1985 keerde Rangnick terug naar Stuttgart. Ditmaal werd hij er twee jaar trainer van de amateurafdeling. Na een korte tussenstop bij Lippoldsweiler en Sports-Club Korb keerde hij in 1990 voor de tweede keer terug naar VfB Stuttgart. Hij werd er jeugdtrainer en assistent van hoofdtrainer Jürgen Röber. In 1994 verliet Rangnick de club. Hij tekende vervolgens een contract bij zijn ex-club Ulm 1846, maar wegens ziekte voerde hij de overeenkomst nooit uit. Een jaar later trok hij naar derdeklasser Reutlingen 05. Tijdens de winterstop van het seizoen 1996/97 stapte hij over naar reeksgenoot Ulm 1846, met wie hij zesde werd. Een jaar later loodste hij het team naar de titel. Ulm 1846 promoveerde naar de 2. Bundesliga. Rangnicks prestaties gingen niet onopgemerkt voorbij. Stuttgart toonde opnieuw interesse in Rangnick. In de loop van het seizoen 1998/99 tekende hij een contract bij de Duitse eersteklasser. Het nieuws, dat pas in de zomer van 1999 mocht bekendgemaakt worden, lekte al in februari uit. Daardoor ruilde hij SSV Ulm 1846 nog voor het einde van het seizoen in voor Stuttgart.

### Stuttgart en Hannover
In zijn eerste seizoen in de Bundesliga werd Stuttgart 8e, maar een jaar later zakte de club verder weg. In de DFB-Pokal werd de halve finale bereikt, maar in de competitie deed Stuttgart nooit mee om de prijzen. In februari 2001, nadat Stuttgart in de UEFA Cup werd uitgeschakeld, werd Rangnick ontslagen.
De Duitser ging vervolgens aan de slag bij tweedeklasser Hannover 96. Rangnick veroverde met Hannover meteen de titel en promoveerde zo terug naar de Bundesliga. Voor Hannover was het 13 jaar geleden dat het nog eens in de hoogste afdeling had vertoefd. Hannover verzekerde zich in het seizoen 2002/03 van het behoud, maar een jaar later gingen de prestaties er opnieuw op achteruit. Het bestuur zette hem in maart 2004 aan de deur.

### Schalke 04
Na zijn ontslag kwam Rangnick in aanmerking voor de functie van assistent-bondscoach. De functie ging uiteindelijk naar Joachim Löw, die twee jaar later ook bondscoach zou worden. Rangnick volgde vervolgens Jupp Heynckes op bij FC Schalke 04. Het seizoen 2004/05 was toen nog maar enkele speeldagen ver. Hij loodste Schalke naar de bekerfinale, maar verloor daarin met 2-1 van Bayern München. Ook in de competitie werd Schalke tweede na Bayern. Een jaar later versloeg hij zijn ex-club Stuttgart met 1-0 waardoor Schalke de Ligapokal in ontvangst mocht nemen. In de Champions League raakte het team echter niet verder dan de groepsfase. Ook in de beker lag Schalke er snel uit. Rangnick werd nog voor de winterstop ontslagen.

### 1899 Hoffenheim
In 2006 deed de Duitse trainer opnieuw een stap terug. Hij ging aan de slag bij derdeklasser 1899 Hoffenheim. Rangnick zette met Hoffenheim een huzarenstukje neer. In zijn eerste seizoen werd de club meteen kampioen. Hoffenheim promoveerde naar de 2. Bundesliga en werd daar in 2008 vicekampioen. Daardoor mochten Rangnick en zijn team naar de Bundesliga. Op 1 januari stapte hij echter zelf op bij Hoffenheim. Het bestuur had zonder hem in te lichten steunpilaar Luiz Gustavo verkocht aan Bayern München.

### Schalke 04 (II)
In maart 2011 keerde Rangnick terug naar Schalke 04, hij volgde er Felix Magath op. In zijn eerste weken als trainer van Schalke 04 loodste hij het team naar de halve finale van de Champions League. Schalke 04 schakelde titelverdediger Internazionale uit en bereikte voor het eerst in de geschiedenis van de club de voorlaatste fase van het kampioenenbal. Schalke 04 werd in de halve finale uitgeschakeld door Manchester United. De club won enkele weken later in de bekerfinale met 5-0 van MSV Duisburg.
Rangnick vatte ook het seizoen 2011/12 aan als trainer van Schalke 04. In juli 2011 pakte hij de DFL-Supercup na strafschoppen tegen landskampioen Borussia Dortmund. Twee maanden later stapte Rangnick opnieuw zelf op. De Duitser had last van een burn-out en besloot het voetbal tijdelijk vaarwel te zeggen.

### Red Bull Salzburg
In juni 2012 tekende Rangnick een contract bij het Oostenrijkse Red Bull Salzburg. Hij kreeg er de functie van sportief directeur, terwijl zijn landgenoot Roger Schmidt werd aangenomen als trainer.

### Manchester United
Op 29 november 2021 werd Rangnick tot het einde van het seizoen 2021/22 aangesteld als hoofdtrainer van Manchester United ter vervanging van de ontslagen Ole Gunnar Solskjær. Op 16 mei nam Erik ten Hag het van Rangnick over. Op 29 mei kondigde Rangnick op een persconferentie van het Oostenrijkse nationale elftal aan niet verder te gaan als adviseur - zoals eerder beloofd - en de club stuurde tegelijkertijd een persbericht uit.

### Oostenrijk
Rangnick werd in mei 2022 gepresenteerd als de nieuwe bondscoach van het mannenteam van Oostenrijk. Hij werd de opvolger van Franco Foda die het niet was gelukt om zich te kwalificeren voor het Wereldkampioenschap voetbal 2022. Rangnick zat op 3 juni 2022 voor de eerste keer op de bank tijdens de met 0–3 gewonnen interland tegen Kroatië voor de UEFA Nations League 2022/23. Rangnick eindigde met Oostenrijk als laatste in de poule en degradeerde naar divisie B. Door een 0–1 overwinning op Azerbeidzjan plaatste Rangnick zich op 16 oktober 2023 voor het Europees kampioenschap voetbal 2024 in zijn geboorteland. Een dag later werd volgens afspraak zijn contract automatisch met twee jaar verlengd tot na het Wereldkampioenschap voetbal 2026. Oostenrijk werd op het EK 2024 groepswinnaar in een groep met Frankrijk, Nederland en Polen en werd in de achtste finales uitgeschakeld met een 1–2 nederlaag tegen Turkije.

## Erelijst
Als trainer
 Ulm 1846
- WFV Cup: 1997
- Regionalliga Süd: 1997/98

 VfB Stuttgart onder 19
- Bundesliga onder 19: 1990/91

 VfB Stuttgart
- UEFA Intertoto Cup: 2000

 Hannover 96
- 2.Bundesliga: 2001/02

 Schalke 04
- DFB-Pokal: 2010/11
- DFL-Supercup: 2011
- DFL-Ligapokal: 2005

1 Lindner ·
2 Wöber ·
3 Trauner ·
4 Danso ·
5 Posch ·
6 Seiwald ·
7 Arnautović  ·
8 Prass ·
9 Sabitzer ·
10 Grillitsch ·
11 Gregoritsch ·
12 Hedl ·
13 Pentz ·
14 Querfeld ·
15 Lienhart ·
16 Mwene ·
17 Kainz ·
18 Schmid ·
19 Baumgartner ·
20 Laimer ·
21 Daniliuc ·
22 Seidl ·
23 Wimmer ·
24 Weimann ·
25 Entrup ·
26 Grüll ·
Coach: Rangnick